# La Chaize-le-Vicomte
La Chaize-le-Vicomte är en kommun i departementet Vendée i regionen Pays de la Loire i västra Frankrike. Kommunen ligger i kantonen La Roche-sur-Yon-Sud som tillhör arrondissementet La Roche-sur-Yon. År 2022 hade La Chaize-le-Vicomte 3 883 invånare.

## Befolkningsutveckling
Antalet invånare i kommunen La Chaize-le-Vicomte
| Referens: INSEE |